# Thomas Padiyath

Thomas Padiyath, 2022

Thomas Padiyath (* 14. Januar 1969 in Ettumanoor) ist ein indischer syro-malabarischer Geistlicher und Weihbischof in Shamshabad.

## Leben
Thomas Padiyath trat in das Knabenseminar in Kurichy ein. Anschließend studierte er Philosophie und Theologie am Priesterseminar St. Joseph in Aluva. Er empfing am 29. Dezember 1994 das Sakrament der Priesterweihe für die Erzeparchie Changanacherry.
Nach weiteren Studien an der Katholischen Universität Löwen erwarb er das Lizenziat in Theologie und wurde in Philosophie promoviert. Nach der Rückkehr nach Indien war er in der Pfarrseelsorge tätig und lehrte an verschiedenen Priesterseminaren und Studieninstituten. Außerdem war er einer der beiden Synkelli der Erzeparchie.
Am 25. August 2022 bestätigte Papst Franziskus seine durch die Synode der syro-malabarischen Bischöfe erfolgte Wahl zum Weihbischof in Shamshabad und ernannte ihn zum Titularbischof von Mibiarca. Der Großerzbischof von Ernakulam-Angamaly, George Kardinal Alencherry, spendete ihm und dem mit ihm ernannten Weihbischof Joseph Kollamparambil am 9. Oktober desselben Jahres in der CKR and KTR Convention Hall in Badangpet die Bischofsweihe. Mitkonsekratoren waren der Erzbischof von Changanacherry, Joseph Perumthottam, und der Bischof von Shamshabad, Raphael Thattil.